# Krzyżowniki (Rychtal)
Krzyżowniki (deutsch Kreuzendorf) ist eine Ortschaft mit einem Schulzenamt der Stadt-und-Land-Gemeinde Rychtal im Powiat Kępiński der Woiwodschaft Großpolen in Polen.

## Geschichte

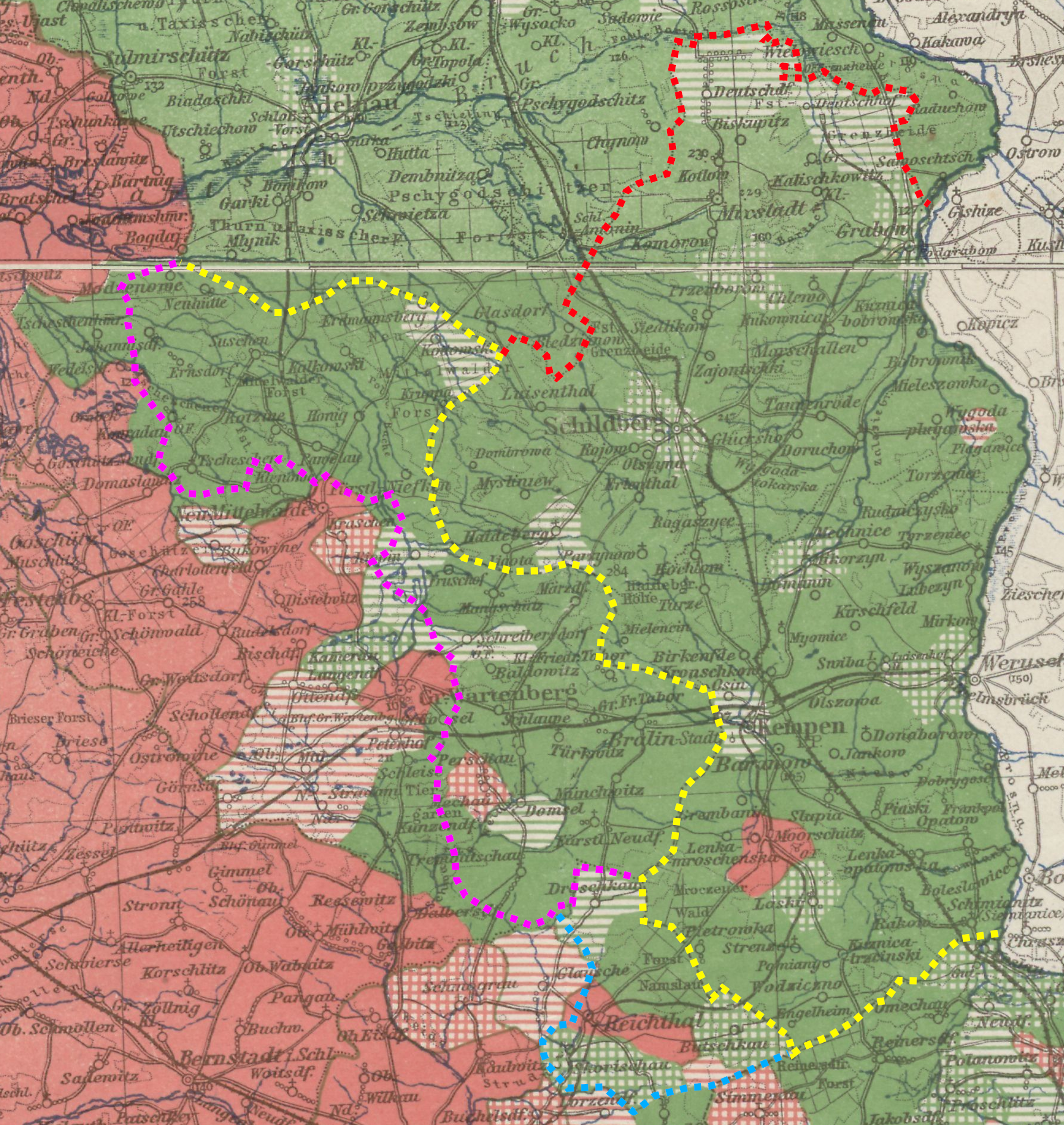
Sprachkarte aus dem Jahr 1910: Gelbe gestrichelte Linie: schlesisch-großpolnische Grenze, blaue gestrichelte Linie: Reichthaler Ländchen

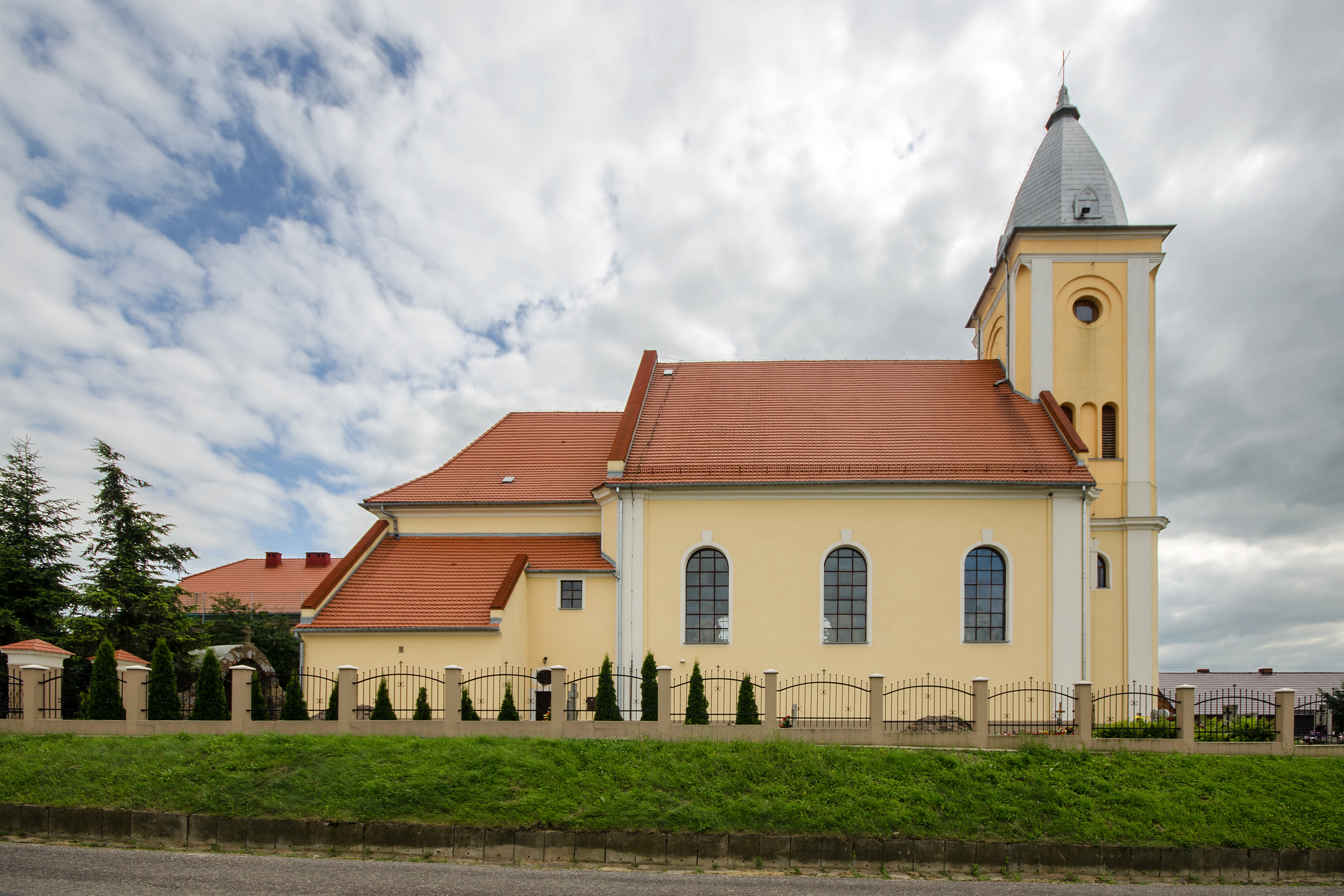
Ortskirche

1222 wurde der Ort Lassusino bzw. Lassusici erwähnt, das das Gebiet der heutigen Sadogóra und Krzyżowniki umfasste. Zusammen mit dem Ort Bandlovici (heute Rychtal und Zgorzelec) wurden sie an den Deutschen Orden vom Herzog Heinrich I. den Bärtigen († 1238) verliehen. 1233 wurden Lassusino und Bandlovici im Auftrag von Hermann von Balk nach deutschem Recht wieder angelegt und durch deutsche und wallonische Siedler besiedelt. Später gehörte der Ort zeitweilig dem Breslauer Bischof Thomas I. († 1268). Der Ort wurde dann im Jahr 1271 als Crisovinch, 1287 als villa cruciferorum und circa 1300 im Liber fundationis episcopatus Vratislaviensis (Zehntregister des Bistums Breslau) als villa Cruciferorum erstmals urkundlich erwähnt. Der Name ist vom Appellativ krzyżownik (Ritter des Deutschen Ordens) oder vom Adjektiv krzyżowy (Kreuz[ritter]) mit dem Suffix -niki. 1382 tauchte der deutsche Name Krewczigersdorf auf.
Kreuzendorf gehörte von 1818 bis 1920 dem schlesischen Landkreis Namslau an. Mit dem überwiegend polnischsprachigen Reichthaler Ländchen wurde Krzyżowniki 1921 ohne Volksabstimmung vom Deutschen Reich an das wiedergegründete Polen abgetreten. Seitdem ist Krzyżowniki mit der Woiwodschaft Posen, bzw. Großpolen verbunden, zunächst im Powiat Kępiński.
Im Jahr 1921 gab es in der Gemeinde Krzyżowniki im Powiat Kępno 44 Häuser mit 378 Einwohnern, 324 hielten sich für deutscher und 54 für polnischer Nationalität, 375 waren römisch-katholisch, 2 evangelisch.
Beim Überfall auf Polen 1939 wurde das Gebiet von den Deutschen besetzt und dem Landkreis Kempen im Reichsgau Wartheland zugeordnet. Nach dem Krieg verließ die Mehrheit der Dorfbevölkerung den Ort. In der evangelischen Kirche wurde ein Kulturhaus eingerichtet.
Von 1975 bis 1998 gehörte Krzyżowniki zur Woiwodschaft Kalisz.